# Erwin Skamrahl
Erwin Skamrahl (* 8. März 1958 in Oberg) ist ein ehemaliger deutscher Leichtathlet und Olympiateilnehmer, der in den 1980er Jahren ein erfolgreicher 400-Meter-Läufer war. Mit der 4-mal-400-Meter-Staffel wurde er 1982 Europameister und gewann 1983 Weltmeisterschaftssilber. Von Beruf war er Polizeibeamter bei der Polizei Niedersachsen und versah seinen Dienst bei der Landesbereitschaftspolizei Niedersachsen in Hannover. Später war er im Werkschutz der Volkswagen AG tätig.
Bestleistungen: 200 Meter: 20,44 s und 400 Meter: 44,50 s (jeweils 1983). Mit der letztgenannten Zeit hielt er über vier Jahre den Europarekord auf dieser Strecke, bis ihn Thomas Schönlebe aus der DDR durch seinen WM-Sieg 1987 in 44,33 s unterbot.

## Ergebnisse
- 1980: Skamrahl wurde für die Olympischen Spiele 1980 in Moskau nominiert, konnte wegen des Olympiaboykotts nicht antreten.
- 1982: Europameisterschaften:
  - Platz 1 mit der 4-mal-400-Meter-Staffel (3:00,51 min, zusammen mit Harald Schmid, Thomas Giessing und Hartmut Weber; Erwin Skamrahl als Startläufer)
  - Platz 3 mit der 4-mal-100-Meter-Staffel (38,71 s, zusammen mit Christian Zirkelbach, Christian Haas und Peter Klein; Erwin Skamrahl als Schlussläufer)
  - Platz 4 im 200-Meter-Lauf (20,60 s)
- 1983: Weltmeisterschaften:
  - Platz 2 mit der 4-mal-400-Meter-Staffel (3:01,83 min, zusammen mit Jörg Vaihinger, Harald Schmid und Hartmut Weber; Erwin Skamrahl als Startläufer)
  - Platz 4 im 400-Meter-Lauf (45,37 s)
- 1984: Olympische Spiele:
  - Platz 11 im Halbfinale mit der 4-mal-400-Meter-Staffel (3:04,69 min)
  - im 400-Meter-Lauf im Viertelfinale ausgeschieden (46,39 s)
- 1986: Europameisterschaften:
  - Platz 8 im 400-Meter-Lauf (46,38 s)

Erwin Skamrahl startete zunächst für den SV Union Groß Ilsede, zu dem er 1981 zurückwechselte. In den Jahren 1980 und 1981 war er für den Post SV Hannover aktiv, ab 1986 gehörte er dem VfL Wolfsburg an. In seiner aktiven Zeit war er 1,78 m groß und wog 67 kg.
Für seine Verdienste um den Sport in Niedersachsen wurde er 1998 in die Ehrengalerie des niedersächsischen Sports des Niedersächsischen Instituts für Sportgeschichte aufgenommen.